# Call of Duty 3
Call of Duty 3 är det tredje spelet i Call of Duty-serien, och utspelar sig under andra världskriget. Spelet utvecklades av Treyarch, och finns till Playstation 2, Playstation 3, Xbox, Xbox 360 och Wii. Spelet släpptes i Sverige november-december 2006. I Call of Duty 3 får man spela som amerikan, britt, kanadensare och polack.

## Singleplayer
I spelets enspelarläge så utspelar den sig efter Invasionen av Normandie, där den brittiska, kanadensiska, polska, amerikanska och franska motståndsrörelsen kommer till den franska byn Chambois, även kallad Falaisefickan. Spelet har totalt 14 olika uppdrag.

### Den amerikanska kampanjen
Som amerikan tar spelaren rollen som menige Nichols som nyligen anlänt till Frankrike och så småningom ansluts till den 29:e infanteridivisionen. Nichols och hans trupp deltar i erövringen av Saint-Lô. Efter det ansluts truppen till den 90:e infanteridivisionen och skickas till det skogbevuxna området Saint Germain-Sur-Seves, där de stora striderna ägde rum. Efter det anfaller divisionen staden Mayenne, där menige Leroy Huxley har fått i uppdrag att desarmera sprängladdningar som placerats på en bro som är hårt bevakad av tyskt infanteri. Huxley blir då sårad innan han kunde verkställa uppdraget och sergeant Frank McCullin lyckas desarmera sprängladdningarna, men som dör på kuppen.
Korpral Mike Dixon tar sedan befälet över truppen och blir befordrad till sergeant. Truppen får senare i uppdrag att rensa ut Forêt d'Ecouves, så att den andra bataljonen kan ta sig igenom. Sedan rensar Nichols den sista vägspärren med hjälp av en granatkastare. Sedan deltar truppen i ett angrepp mot en närliggande stad för att inta en viktig vägkorsning så att deras styrkor kan passera. Vid slutet av angreppet blir sergeant Dixon sårad, men klarar sig. Efter att ha tagit en genväg genom stadens kloaker finner de korsningen och lyckas inta det med hjälp av amerikanska stridsvagnar.
Truppen skickas sedan till staden Chambois för att försvara det mot tyskarna som försöker att gå igenom Falaisefickan. Menige Salvatore Guzzo markerar tyskarnas ställningar med facklor för att markera luftunderstöd. Truppen hade tidigare bistått Baker-kompaniet och höll en viktig position medan menige Huxley gick ut för att hämta en bazooka för att ta hand om de tyska stridsvagnarna. Truppen försökte att försvara positionen, men fienderna blir för många och truppen flyr till deras samlingsplats med tyskarna hack i hälarna. Truppen retirerade till en tysk position. Menige Guzzo blir sårad, Dixon och Nichols kommer till hans hjälp och tar honom till säkerhet. Dixon försöker att läka Guzzo, men han blir skjuten på ryggen och avlider senare. Den skadade Guzzo tar istället befälet över truppen. Hans trupp kämpar förbi resten av staden och håller tyskarna borta tills förstärkning anländer till deras gunst.

### Den brittiska/franska kampanjen
Som brittisk soldat spelar man som sergeant James Doyle från S.A.S.. Doyle landar med fallskärm på Frankrike med en trupp ledd av major Gerald Ingram och möter upp med ett par medlemmar från den franska motståndsrörelsen Maquis. Deras plan blir nedskjuten av en tysk luftvärnskanon och kraschlandar med hela truppen. Senare etablerar den brittiska truppen samband med den franska motståndsrörelsen och tillsammans attackerar de det tyska luftvärnsvapnet och en bränsleanläggning. Tyskarna flyr men tar major Ingram som fånge. Den brittiska korpralen Keith anklagar Maquis-medlemmen Marcel för att ha samarbetat med nazisterna. Senare skickas Keith och Doyle i uppdrag att finna Ingram.  Så småningom finner och befriar de Ingram. Samtidigt försöker de brittiska och franska soldaterna att stoppa tyskarnas avrättningar av tillfångatagna motståndsmän. De kämpar så gott de kan för att rädda så många som möjligt, men under striden förlorar Maquis en av deras viktigaste medlemmar, Isabelle DuFontaine, som dödas efter att ha placerat en sprängladdning på ett bepansrat fordon.

### Den kanadensiska kampanjen
Som kanadensare spelar man som menige Cole av den 4:e kanadensiska pansardivisionen. Hans anförare är löjtnant Jean-Guy Robichaud, som leder en kanadensisk pluton. Plutonen erövrar ett industriområde och lyckas försvara den från en större tysk pluton. Medan en polsk division bevakar deras västra flank så rensar den kanadensiska plutonen en skog nära Laisonfloden. Senare skickas truppen till att rensa en stad för att rädda en tillfångatagen kanadensisk tankbesättning, men istället för att dra sig tillbaka med den räddade tankbesättningen beslutar Robichaud att erövra hela staden. En tung tysk stridsvagn angriper plutonen och plutonen placerar sprängladdningar på en tysk ammunitionssamling för att förstöra tanken. Men en av sprängladdningarna går sönder och sergeant Callard detonerar den manuellt, men som dör på kuppen. Robichaud och Cole blir båda skadade efter detonationen. De börjar sedan flytta förstärkningar genom staden för att hjälpa det polska försvaret på Mont Ormel ridge.

### Den polska kampanjen
Som polsk spelar man som korpral Wojciech Bohater, en stridsvagnsförare ur den polska 1:a pansardivisionen. Bohater strider mot tyskt pansar i den franska landsbygden. Polackerna tog sedan position i basen på Mont Ormel ridge, som attackeras av resterna av den tyska 7:e armén, vilka flydde från Falaisefickan. Bohater och hans stridsvagnsbesättning försvarar basen mot tyska stridsvagnar, men deras stridsvagn blir förstörd och besättningen överger den. De går med i slaget tillsammans med polackerna för att driva tillbaka det tyska anfallet. Polackerna tar stora förluster, och korpral Rudinski och Sergeant Kowalski väntar på att kanadensiska förstärkningar kan komma till deras hjälp. De börjar retirera till tyska skyttegravar. Den kanadensiska radiooperatör, menige Baron, kommer till deras hjälp för att kalla in artilleri, men senare blir skjuten i huvudet och dör omedelbart. Major Jachowicz beordrar Bohater att försvara basen mot de framryckande tyska trupperna, men till slut kommer kanadensiskt infanteri till deras undsättning och räddar dagen för polackerna. De överlevande polska soldaterna driver tillbaka tyskarna och hindrar dem från att fly.

## Röstskådespelare
- Scott Peat - Mike Dixon
- Ben Diskin - Leroy Huxley
- Brian Bloom - Salvatore Guzzo
- Mark Deklin - Gerald Ingram
- Luke Massy - Keith
- François Guétary - Marcel
- Georgia Simon - Isabelle Dufontaine
- Peter James - McMullen
- Sean Mahon - Peterson

## Vapen
- M1903 Springfield
- Lee-Enfield
- Kar98k
- M1 Garand
- Gewehr 43
- MP 40
- Sten
- Thompson
- BAR
- Bren
- FG 42
- Sturmgewehr 44
- Browning M1919
- M1897 Trenchgun
- MG34
- MG42
- Colt .45
- Walther P38
- Bazooka
- Panzerschreck
- Mk2
- Stielhandgranate
- Rökgranat
- Splittergranat
- Gevärsgranat
- FlaK 88
- Flakvierling
- Kikare

## Fordon
- M4 Sherman
- Sherman Firefly
- Stuart tank
- Panzer
- Panther
- Tiger I
- Tiger II
- Jeep
- Horch
- Harley-Davidson

## Tidigare Call of Duty-spel
- Call of Duty
- Call of Duty: United Offensive
- Call of Duty: Finest Hour
- Call of Duty 2: Big red one
- Call of Duty 2